# Dirty John
Dirty John är en amerikansk kriminalserie baserad på podcasten med samma namn av Christopher Goffard, som hade premiär den 25 november 2018 på Bravo och den 14 februari 2019 internationellt på Netflix. Serien skapades av Alexandra Cunningham och visades i två säsonger.
Den första säsongen möttes av både positiv och negativ kritik vid sin premiär och blev belönad vid olika prisceremonier. Connie Britton blev nominerad i flera kategorier, bland annat Golden Globe Award för bästa kvinnliga huvudroll – drama.

## Handling
Första säsongen av Dirty John berättar om hur en romans med den karismatiska John Meehan eskalerar med hemligheter, förnekelse, manipulation och slutligen överlevnad - med fruktansvärda konsekvenser för en hel familj.

## Rollista (i urval)

### Huvudroller
- Connie Britton – Debra Newell
- Eric Bana – John Meehan
- Juno Temple – Veronica Newell
- Julia Garner – Terra Newell

### Återkommande
- Jean Smart – Arlane Hart, Debras mamma
- Keiko Agena – Nancy, Debras kollega
- Jake Abel – Trey, Debras son
- Kevin Zegers – Toby Sellers, Debras brorson
- Judy Reyes – Verga
- Jeff Perry – Michael O' Neil
- Vanessa Martinez – Ceila
- Joe Tippett – Bobby
- Sprague Grayden – Tonia
- Lindsey Kraft – Ruth
- Joelle Carter – Denise Meehan-Shepard

## Avsnitt
| Nr | Titel                               | Regissör       | Författare                            | Släpptes         |
| -- | ----------------------------------- | -------------- | ------------------------------------- | ---------------- |
| 1  | "Approachable Dreams"               | Jeffrey Reiner | Alexandra Cunningham                  | 25 november 2018 |
|    |                                     |                |                                       |                  |
| 2  | "Red Flags and Parades"             | Jeffrey Reiner | Evan Wright                           | 2 december 2018  |
|    |                                     |                |                                       |                  |
| 3  | "Remember It Was Me"                | Jeffrey Reiner | Diana Son                             | 9 december 2018  |
|    |                                     |                |                                       |                  |
| 4  | "Shrapnel"                          | Jeffrey Reiner | Alexandra Cunningham & Sinead Daly    | 16 december 2018 |
|    |                                     |                |                                       |                  |
| 5  | "Lord High Executioner"             | Jeffrey Reiner | Christopher Goffard                   | 23 december 2018 |
|    |                                     |                |                                       |                  |
| 6  | "One Shoe"                          | Jeffrey Reiner | Alexandra Cunningham & Kevin J. Hynes | 30 december 2018 |
|    |                                     |                |                                       |                  |
| 7  | "Chivalry"                          | Jeffrey Reiner | Alexandra Cunningham & Lex Edness     | 6 januari 2019   |
|    |                                     |                |                                       |                  |
| 8  | "This Young Woman Fought Like Hell" | Jeffrey Reiner | Alexandra Cunningham                  | 13 januari 2019  |
|    |                                     |                |                                       |                  |